# Heidwiller
Heidwiller es una localidad y comuna francesa, situada en el departamento de Alto Rin, en la región  de Alsacia.

## Demografía
| 309 | 321 | 426 | 493 | 531 | 601 |
| Para los censos de 1962 a 1999 la población legal corresponde a la población sin duplicidades (Fuente: INSEE [Consultar]) |     |     |     |     |     |

## Personajes célebres
- Jean d'Aulan, piloto militar y miembro de la Resistencia, abatido sobre la comuna el 8 de octubre de 1944 .